# 알베리히

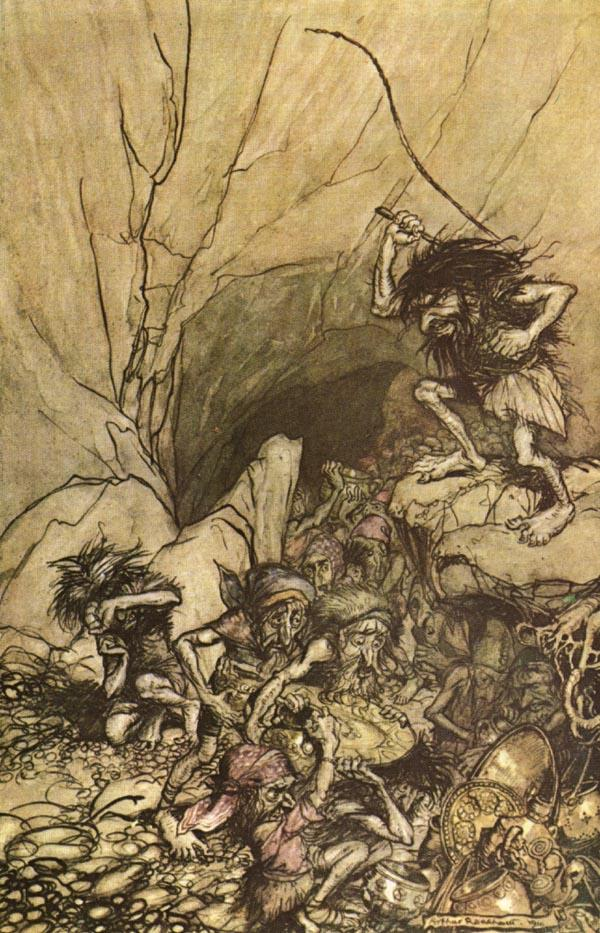
알베리히, 아서 래컴.

알베리히(독일어: Alberich)는 독일 영웅 전설에 등장하는 드워프의 일종이다. 그는 니벨룽겐의 노래와 오르트닛 시에서 가장 두드러지게 등장한다. 그는 또한 "초자연적 존재의 지배자 ( 엘프 )"를 의미하는 알프리크라는 이름으로 티드렉사가라는 독일 전설의 고대 노르드어 컬렉션에 등장하며, 그의 이름은 오베론과 동일하다.
이 이름은 나중에 리하르트 바그너의 오페라 니벨룽겐의 반지의 캐릭터에 사용되었다.

## 신화학
니벨룽겐의 노래에서 알베리히는 중요한 역할을 담당하는데, 니벨룽겐의 보물을 수호하고 있으며 열두 명의 힘을 가지고 있다. 지크프리트는 투명 망토(Tarnkappe)를 사용하여 그를 제압하고 난쟁이는 지크프리트를 섬기게 된다. 지크프리트가 보물을 얻기 위해 예고없이 도착했을 때 모의 전투에서 수염을 뽑는다.
시 오르트닛에서 알베리히는 작은 아이의 형태를 가지고 있으며 마법 반지의 소유자에게만 보이는 것으로 묘사되어 롬바르드의 여왕을 유혹하고 영웅 오르트닛을 포위하였다. 나중에 오르트닛이 이교도 왕의 딸을 구하려고 할 때, 알베리히는 오르트닛에게 그의 친자 관계를 밝히고 그의 탐구에서 그를 돕고, 이방 왕에게 속임수를 쓰며 심지어 이방 신을 가장한다. 오르트닛이 용의 전염병에 맞서 마지막으로 치명적인 모험을 시작했을 때 알베리히는 마법의 반지를 되찾고 오르트닛에게 자신의 탐구를 계속하지 말라고 경고한다.
티드렉사가에서 알프리크는 에케작스와 나겔링이라는 칼들을 만들어 티드렉에게 준다.
영웅적인 시 이외의 알베리히에 대한 언급은 드물다.

## 같이 보기
- 오베론(프랑스어 및 영어 텍스트에서 "요정왕"의 이름에 사용된 알베리히의 프랑스어 번역)

## 참고 문헌
- Bulfinch, Thomas . 1834. Bulfinch의 신화. 뉴욕 재 인쇄 : Harper & Row, 1970, p. 354–356, 903.ISBN 0-690-57260-3ISBN 0-690-57260-3 .
- Gillespie, George T. (1973). 《Catalogue of Persons Named in German Heroic Literature, 700-1600: Including Named Animals and Objects and Ethnic Names》. Oxford: Oxford University. ISBN 9780198157182.
- Guerber, Helene A .. 1895. 북부 땅의 신화-색인. 피. 218, p. 295 색인 . 2007년 7월 15일에 검색된 파일.